# Èutiques (gramàtic)
Èutiques  (grec antic: Εὐτυχής, llatí: Eutyches), en qualque font Eutiqui (grec antic: Εὐτύχιος, llatí: Eutychius), fou un escriptor grec deixeble de Priscià que es va dedicar públicament a l'ensenyament de la gramàtica llatina a Constantinoble.
Va escriure
- De discernendis conjugatiombus Libri II, un tractat en dos llibres sobre les conjugacions llatines.
- Alguns passatges d'un tractat d'Eutiqui titulat De Aspiratione es troben al capítol novè de l'obra De Orthographia de Cassiodor.[1]